# Oides biplagiata
Oides biplagiata is een keversoort uit de familie bladkevers (Chrysomelidae). De wetenschappelijke naam van de soort werd in 1883 gepubliceerd door Martin Jacoby.